# François Polfvliet
François Joseph Polfvliet (Mechelen, 8 februari 1770 – 21 augustus 1856) was een Belgisch Liberaal politicus.

## Levensloop
Zoon van Jean Polfvliet en Marie-Catherine Kerselaers, trouwde Polfvliet met Marie-Thérèse Marcelis en trad in tweede huwelijk met Marie-Elisabeth Doehaerd.
Onder het Empire was hij ambtenaar in het departement van de Twee Neten. In 1800-1801, van 1817 tot 1823 en van 1827 tot 1830 was hij gemeenteraadslid van Mechelen. Hij was lid en ontvanger van het Bestuur der Burgerlijke Godshuizen van Mechelen (1816-1819) en bestuurder van de Berg van Barmhartigheid in 1846.
In 1831 werd hij bij de eerste Belgische wetgevende verkiezingen verkozen tot liberaal volksvertegenwoordiger voor het arrondissement Mechelen en vervulde dit mandaat tot in 1841.